# 2021-es gyorsasági kajak-kenu Európa-bajnokság
A 2021-es gyorsasági kajak-kenu Európa-bajnokságot eredetileg június 2 és 6. között Duisburgban rendezték volna, de 2021 áprilisában a város a helyi és a német járványügyi előírásokra hivatkozva visszalépett. A következő héten a lengyel Poznań lett az új rendezőváros.

## Összesített éremtáblázat
*   Rendező
  *   Magyarország
| Helyezés | Ország             | Arany | Ezüst | Bronz | Összesen |
| -------- | ------------------ | ----- | ----- | ----- | -------- |
| 1        | Magyarország       | 9     | 7     | 2     | 18       |
| 2        | Németország        | 4     | 3     | 3     | 10       |
| 3        | Fehéroroszország   | 3     | 3     | 2     | 7        |
| 4        | Oroszország        | 2     | 2     | 5     | 9        |
| 5        | Ukrajna            | 2     | 2     | 4     | 8        |
| 6        | Spanyolország      | 2     | 1     | 0     | 3        |
| 7        | Csehország         | 2     | 0     | 1     | 3        |
| 7        | Dánia              | 2     | 0     | 1     | 3        |
| 9        | Lengyelország      | 1     | 3     | 2     | 6        |
| 10       | Olaszország        | 1     | 0     | 1     | 2        |
| 11       | Szlovénia          | 1     | 0     | 0     | 1        |
| 12       | Portugália         | 0     | 2     | 1     | 2        |
| 12       | Szlovákia          | 0     | 2     | 1     | 3        |
| 14       | Litvánia           | 0     | 1     | 3     | 4        |
| 15       | Horvátország       | 0     | 1     | 0     | 1        |
| 15       | Egyesült Királyság | 0     | 1     | 0     | 1        |
| 15       | Moldova            | 0     | 1     | 0     | 1        |
| 18       | Belgium            | 0     | 0     | 1     | 1        |
| 18       | Románia            | 0     | 0     | 1     | 1        |
| 18       | Svédország         | 0     | 0     | 1     | 1        |

## A magyar csapat
| férfiak   | férfiak                                           | férfiak    |
| --------- | ------------------------------------------------- | ---------- |
| K1 200 m  | Tótka Sándor                                      | arany      |
| K2 200 m  | Balaska Márk Csizmadia Kolos                      | 5.         |
| K1 500 m  | Kopasz Bálint                                     | arany      |
| K2 500 m  | Noé Bálint Kulifai Tamás                          | 11. (B 2.) |
| K4 500 m  | Kuli István Molnár Péter Nádas Bence Tótka Sándor | 11.        |
| K1 1000 m | Kopasz Bálint                                     | arany      |
| K2 1000 m | Béke Kornél Varga Ádám                            | 5.         |
| K4 1000 m | Noé Bálint Gál Péter Dombvári Bence Kulifai Tamás | ezüst      |
| K1 5000 m | Noé Bálint                                        | arany      |
| C1 200 m  | Korisánszky Dávid                                 | 7.         |
| C2 200 m  | Korisánszky Dávid Takács Mihály                   | 8.         |
| C1 500 m  | Kiss Balázs                                       | 10.        |
| C2 500 m  | Hajdu Jonatán Fekete Ádám                         | 4.         |
| C1 1000 m | Kiss Balázs                                       | 9.         |
| C2 1000 m | Hajdu Jonatán Fekete Ádám                         | 5.         |
| C1 5000 m | Fodor Nicholas                                    | ezüst      |

| nők       | nők                                              | nők   |
| --------- | ------------------------------------------------ | ----- |
| K1 200 m  | Lucz Dóra                                        | ezüst |
| K2 200 m  | Lucz Anna Kiss Blanka                            | bronz |
| K1 500 m  | Kozák Danuta                                     | ezüst |
| K2 500 m  | Kozák Danuta Bodonyi Dóra                        | arany |
| K4 500 m  | Lucz Dóra Csipes Tamara Kárász Anna Bodonyi Dóra | arany |
| K1 1000 m | Gazsó Alida Dóra                                 | arany |
| K2 1000 m | Csipes Tamara Medveczky Erika                    | arany |
| K1 5000 m | Bodonyi Dóra                                     | arany |
| C1 200 m  | Takács Kincső                                    | 10.   |
| C2 200 m  | Balla Virág Takács Kincső                        | ezüst |
| C1 500 m  | Balla Virág                                      | ezüst |
| C2 500 m  | Balla Virág Takács Kincső                        | bronz |
| C1 5000 m | Horányi Dóra                                     | ezüst |

## Érmesek

### Kajak

#### Férfiak
| Versenyszám | Arany                                                                                   | Arany     | Ezüst                                                                  | Ezüst     | Bronz                                                                                   | Bronz     |
| ----------- | --------------------------------------------------------------------------------------- | --------- | ---------------------------------------------------------------------- | --------- | --------------------------------------------------------------------------------------- | --------- |
| K1 200 m    | Tótka Sándor · Magyarország                                                             | 35,385    | Liam Heath · Egyesült Királyság                                        | 35,407    | Petter Menning · Svédország                                                             | 35,567    |
| K2 200 m    | Manfredi Rizza · Andrea Di Liberto · Olaszország                                        | 33,095    | Artūras Seja · Ignas Navakauskas · Litvánia                            | 33,355    | Jurij Posztrigaj · Alekszandr Gyjacsenko · Oroszország                                  | 33,653    |
| K1 500 m    | Kopasz Bálint · Magyarország                                                            | 1:40,831  | João Ribeiro · Portugália                                              | 1:42,138  | Jakub Zavřel · Csehország                                                               | 1:42,391  |
| K2 500 m    | Vladziszlav Litvinav · Dzmitrij Natincsik · Fehéroroszország                            | 1:30,334  | Dmitro Danilenko · Oleh Kuharik · Ukrajna                              | 1:31,101  | Max Hoff · Jacob Schopf · Németország                                                   | 1:31,215  |
| K4 500 m    | Max Rendschmidt · Tom Liebscher · Ronald Rauhe · Max Lemke · Németország                | 1:23,960  | Samuel Baláž · Zalka Csaba · Denis Myšák · Adam Botek · Szlovákia      | 1:25,395  | Oleg Guszev · Alekszandr Szergejev · Makszim Szpeszivcev · Vitalij Jersov · Oroszország | 1:25,425  |
| K1 1000 m   | Kopasz Bálint · Magyarország                                                            | 3:41,232  | Fernando Pimenta · Portugália                                          | 3:42,667  | Artuur Peters · Belgium                                                                 | 3:44,367  |
| K2 1000 m   | Max Hoff · Jacob Schopf · Németország                                                   | 3:19,973  | Samuel Baláž · Adam Botek · Szlovákia                                  | 3:21,747  | Ričardas Nekriošius · Andrej Olijnik · Litvánia                                         | 3:22,343  |
| K4 1000 m   | Pavel Miadzvedzeu · Ilya Fedarenka · Kiryl Nikitsyn · Vitaliy Bialko · Fehéroroszország | 3:02,023  | Noé Bálint · Kulifai Tamás · Gál Péter · Dombvári Bence · Magyarország | 3:02,696  | Oleg Guszev · Oleg Szinyavin · Makszim Szpeszivcev · Vitalij Jersov · Oroszország       | 3:03,850  |
| K1 5000 m   | Noé Bálint · Magyarország                                                               | 20:44,405 | Aleh Jurenya · Fehéroroszország                                        | 20:44,937 | Fernando Pimenta · Portugália                                                           | 20:45,277 |

#### Nők
| Versenyszám | Arany                                                                 | Arany     | Ezüst                                                                                      | Ezüst     | Bronz                                                                  | Bronz     |
| ----------- | --------------------------------------------------------------------- | --------- | ------------------------------------------------------------------------------------------ | --------- | ---------------------------------------------------------------------- | --------- |
| K1 200 m    | Emma Jørgensen · Dánia                                                | 41,746    | Lucz Dóra · Magyarország                                                                   | 42,336    | Marta Walczykiewicz · Lengyelország                                    | 42,526    |
| K2 200 m    | Špela Janić · Anja Osterman · Szlovénia                               | 36,772    | Dominika Putto · Katarzyna Kolodziejczyk · Lengyelország                                   | 37,157    | Lucz Anna · Kiss Blanka · Magyarország                                 | 37,190    |
| K1 500 m    | Emma Jørgensen · Dánia                                                | 1:53,402  | Kozák Danuta · Magyarország                                                                | 1:53,962  | Marija Povh · Ukrajna                                                  | 1:55,119  |
| K2 500 m    | Kozák Danuta · Bodonyi Dóra · Magyarország                            | 1:44,175  | Karolina Naja · Anna Pulawska · Lengyelország                                              | 1:45,420  | Volha Hudzenka · Marina Litvincsuk · Fehéroroszország                  | 1:45,450  |
| K4 500 m    | Lucz Dóra · Csipes Tamara · Kárász Anna · Bodonyi Dóra · Magyarország | 1:34,114  | Marharita Mahnyeva · Volha Hudzenka · Nadzeja Papok · Marina Litvincsuk · Fehéroroszország | 1:34,262  | Emma Jørgensen · Sara Milthers · Julie Funch · Bolette Iversen · Dánia | 1:35,500  |
| K1 1000 m   | Gazsó Alida Dóra · Magyarország                                       | 4:15,944  | Anamaria Govorčinović · Horvátország                                                       | 4:18,568  | Mariana Petrušová · Szlovákia                                          | 4:19,895  |
| K2 1000 m   | Csipes Tamara · Medveczky Erika · Magyarország                        | 3:40,532  | Laia Pelachs · Begona Lazkano · Spanyolország                                              | 3:45,961  | Martyna Klatt · Sandra Ostrowska · Lengyelország                       | 3:49,285  |
| K1 5000 m   | Bodonyi Dóra · Magyarország                                           | 23:09,331 | Jelena Mironcsenko · Oroszország                                                           | 23:10,431 | Sabrina Pradler · Németország                                          | 23:15,338 |

### Kenu

#### Férfiak
| Versenyszám | Arany                                                 | Arany     | Ezüst                                               | Ezüst     | Bronz                                         | Bronz     |
| ----------- | ----------------------------------------------------- | --------- | --------------------------------------------------- | --------- | --------------------------------------------- | --------- |
| C1 200 m    | Joan Moreno · Spanyolország                           | 40,770    | Arcjom Kozir · Fehéroroszország                     | 40,798    | Henrikas Žustautas · Litvánia                 | 40,960    |
| C2 200 m    | Alberto Pedrero · Pablo Grana · Spanyolország         | 36,900    | Arsen Śliwiński · Michał Łubniewski · Lengyelország | 37,006    | Henrikas Žustautas · Vadim Korobov · Litvánia | 37,300    |
| C1 500 m    | Martin Fuksa · Csehország                             | 1:49,259  | Serghei Tarnovschi · Moldova                        | 1:50,312  | Conrad Scheibner · Németország                | 1:50,399  |
| C2 500 m    | Viktor Melantyev · Vlagyiszlav Csebotar · Oroszország | 1:44,915  | Sebastian Brendel · Tim Hecker · Németország        | 1:44,989  | Vitalij Verhelesz · Andrij Ribacsok · Ukrajna | 1:45,215  |
| C1 1000 m   | Martin Fuksa · Csehország                             | 4:06,417  | Conrad Scheibner · Németország                      | 4:07,842  | Kirill Samsurin · Oroszország                 | 4:08,367  |
| C2 1000 m   | Sebastian Brendel · Tim Hecker · Németország          | 3:42,555  | Kirill Samsurin · Ilja Pervuhin · Oroszország       | 3:44,811  | Cătălin Chirilă · Victor Mihalachi · Románia  | 3:45,255  |
| C1 5000 m   | Sebastian Brendel · Németország                       | 23:22,446 | Fodor Nicholas · Magyarország                       | 23:28,575 | Carlo Tacchini · Olaszország                  | 23:44,889 |

#### Nők
| Versenyszám | Arany                                                | Arany     | Ezüst                                      | Ezüst     | Bronz                                                | Bronz     |
| ----------- | ---------------------------------------------------- | --------- | ------------------------------------------ | --------- | ---------------------------------------------------- | --------- |
| C1 200 m    | Dorota Borowska · Lengyelország                      | 46,888    | Ljudmila Luzan · Ukrajna                   | 47,595    | Oleszja Romaszenko · Oroszország                     | 47,668    |
| C2 200 m    | Irina Andrejeva · Oleszja Romaszenko · Oroszország   | 43,824    | Balla Virág · Takács Kincső · Magyarország | 45,001    | Ljudmila Luzan · Anasztaszija Csetverikova · Ukrajna | 45,204    |
| C1 500 m    | Ljudmila Luzan · Ukrajna                             | 2:07,235  | Balla Virág · Magyarország                 | 2:13,332  | Alena Nazdrova · Fehéroroszország                    | 2:13,345  |
| C2 500 m    | Ljudmila Luzan · Anasztaszija Csetverikova · Ukrajna | 2:06,252  | Lisa Jahn · Sophie Koch · Németország      | 2:07,795  | Balla Virág · Takács Kincső · Magyarország           | 2:09,295  |
| C1 5000 m   | Volha Klimava · Fehéroroszország                     | 26:25,017 | Horányi Dóra · Magyarország                | 26:42,626 | Ljudmila Babak · Ukrajna                             | 27:02,534 |